# Rio Ghiorişti
O Rio Ghiorişti é um rio da Romênia, afluente do Călimănel, localizado no distrito de Harghita.